# Ariadna gaucha
Espèce
Ariadna gaucha est une espèce d'araignées aranéomorphes de la famille des Segestriidae.

## Distribution
Cette espèce est endémique du Rio Grande do Sul au Brésil,.

## Description
Le mâle holotype mesure 5,76 mm et la femelle paratype 8,0 mm, les mâles mesurent de 4,6 à 6,5 mm et les femelles de 4,75 à 7,75 mm.

## Publication originale
- Giroti & Brescovit, 2018 : The taxonomy of the American Ariadna Audouin (Araneae: Synspermiata: Segestriidae). Zootaxa, no 4400(1), p. 1-114.